# René Holten Poulsen
René Holten Poulsen, född 28 november 1988 i Nykøbing Falster, är en dansk kanotist.
Han tog OS-silver i K-2 1000 meter i samband med de olympiska kanottävlingarna 2008 i Peking.